# Cepheus kurosawai
Cepheus kurosawai är en kvalsterart som beskrevs av Aoki 1986. Cepheus kurosawai ingår i släktet Cepheus och familjen Cepheidae. Inga underarter finns listade i Catalogue of Life.